# Isaac Phillips Fetterman
Isaac Phillips Fetterman „I.P. Fetterman” (ur. 1 września 1887 w Pittsburghu, zm. 5 grudnia 1924 tamże) – amerykański kierowca wyścigowy.

## Kariera
W swojej karierze Fetterman startował głównie w Stanach Zjednoczonych w mistrzostwach AAA Championship Car oraz towarzyszącym mistrzostwom słynnym wyścigu Indianapolis 500. W pierwszym sezonie startów, w 1921 roku odniósł jedno zwycięstwo. Z dorobkiem czterystu punktów został sklasyfikowany na szóstej pozycji w klasyfikacji generalnej. Rok później nie stawał na podium. W wyścigu Indianapolis 500 był siódmy, a w mistrzostwach AAA - piętnasty.